# 肉柱ミゲル
肉柱 ミゲル（にくばしら ミゲル）は、日本の漫画家。

## 略歴
桜玉吉のアシスタントを経て、コミックビーム「100万円!ベガスくん」でデビュー。一時期活動を中止していたが2010年代より漫画とイラストの仕事を再開している。

## 作品
- 『100万円!ベガスくん』（2002年、コミックビーム、エンターブレイン、ビームコミックス、全1巻）ISBN 4757711794
- 『おじいちゃん、水素水でミドリガメ洗うのやめて。』（2016年、KADOKAWA、ビームコミックス、全1巻）ISBN 4047343129

## アシスタント先
- 桜玉吉